# IoT Valley
En France, IoT Valley est une communauté d'entreprises créée en 2011 et située à Labège dans le sud-est toulousain. Cet écosystème est spécialisé dans l'internet des objets, en anglais Internet of Things (IoT). Nommée TIC Valley à ses débuts, la communauté adopte son nom actuel en mai 2015. La même année, l'association lance son accélérateur de startups nommé le Connected Camp. En 2018, l'association lance Genesis, une plateforme de formation en ligne vouée aux innovations et à l'internet des objets,.

## Connected Camp

Logo du Connected Camp, accélérateur de startups de l'IoT Valley.

Le Connected Camp aide les startups à passer du prototype à une version industrielle de leur produit. Il les aide également à signer des contrats B to B avec ses nombreux partenaires. Son programme d'accompagnement est gratuit et sans prise de capital,.
Le Connected Camp réalise un suivi hebdomadaire durant neuf mois. Chaque société qui rentre dans le programme à accès à près du soixantaine de mentors, membres du réseau. Les nouveaux entrepreneurs peuvent bénéficier de conseils business ou techniques de grands groupes comme Intel ou la SNCF.
Pour aider à la réalisation des prototypes, le Connected Camp possède un mini-laboratoire, accessible à tous les membres, équipé d'un oscilloscope, un générateur de signaux, un poste de soudage, un analyseur de spectre, une perceuse à colonne, un four à composants et même d'une imprimante 3D.

## Formation en ligne avec Genesis

Logo de Genesis, service de formation en ligne de l'IoT Valley.

Lors de ses activités focalisées sur le développement de projets dans le domaine de l'internet des objets, l'association IoT Valley s'est aperçue que les professionnels s'interrogeaient sur l'accélération des ruptures technologiques et leur impact sur le monde du travail. Lancée en 2018, Genesis est une plateforme de formation en ligne focalisée sur les innovations et l'internet des objets. Le but de cette plate-forme est de permettre à ses utilisateurs de s'inspirer de cas concrets et solutionnés par des innovations de rupture. Genesis permet d'encourager les interactions entre experts, directeurs généraux et directeurs de la technologie expérimentés.
Ce service de formation en ligne propose un ensemble de conférences dispensées et filmées au sein de l'IoT Valley. La formation se présente sous la forme de parcours composé de 9 modules, eux-mêmes composés de courtes vidéos d'une durée variant de 10 à 45 minutes, ponctués de résumés, de diapositives et d'un forum animé par les entrepreneurs et membres de l’association. Quatre niveaux sont proposés : débutant, intermédiaire, avancé et expert. « Vers l'IoT et la data » est le premier parcours accessible sur la plateforme. Il aborde la démarche IoT au sens général, avec un zoom plus spécifique sur l'utilisation des données,.

## Startups représentées

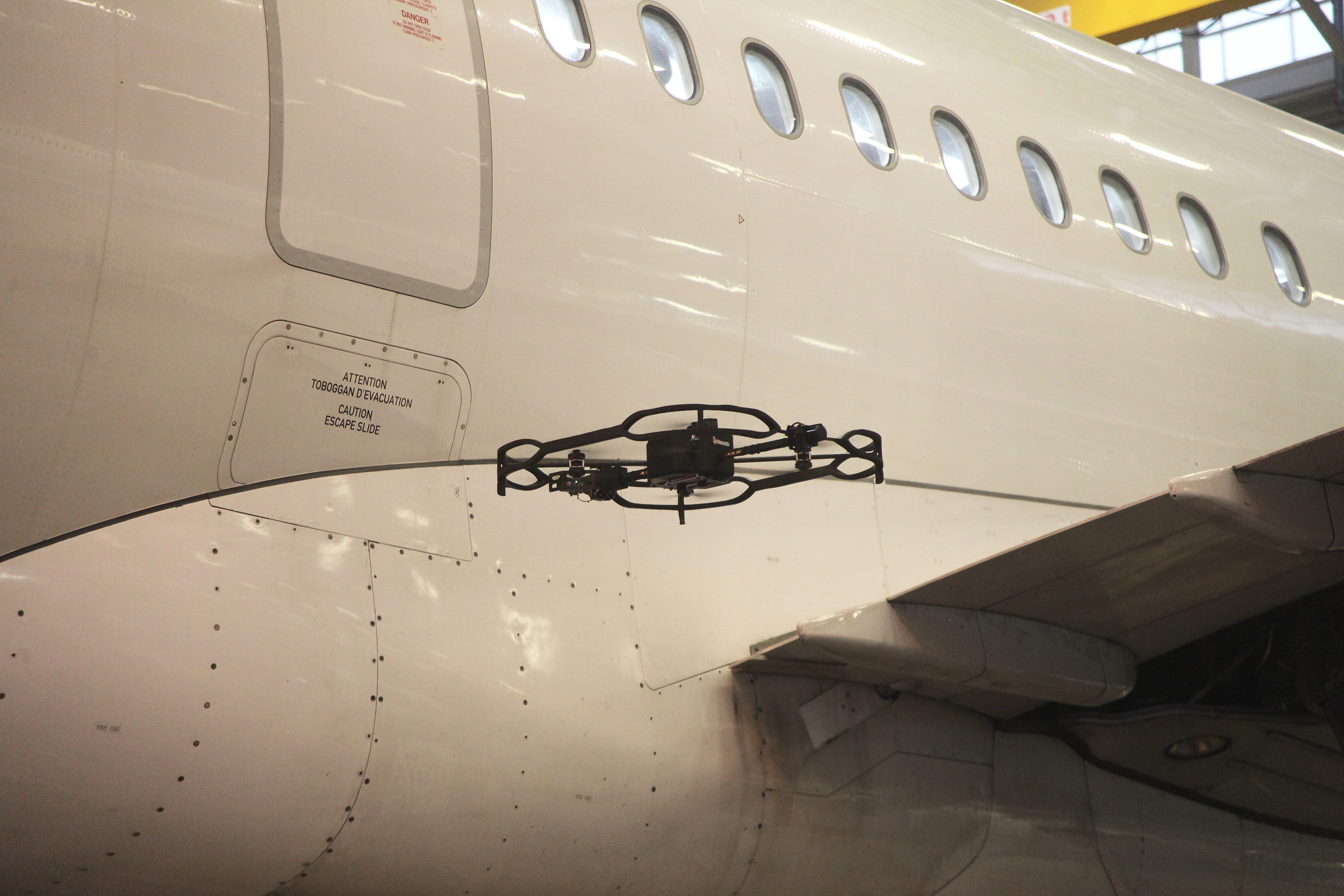
La startup Donecle, membre de l'IoT Valley, réalise des drones automatisés d'inspection d'avion.

### Actuellement
- Capturs, traceur d'activité avec GPS live intégré pour sportifs[9].
- Cenareo, solution de communication sur écrans[9].
- Donecle, drones automatisés pour l'inspection des avions en phase de maintenance[8],[9].
- Eyelights, informations GPS et sur la route projetées dans le casque d'un motard[8],[9].
- LOUIS, mobilier de bureau en bois personnalisable et connecté[10].
- MerciYanis, plateforme de gestion d'incidents pour le facility management[11].
- Nanolike, nano-capteurs de remplissage pour conteneur IBC à destination des industriels du secteur de la Chimie[12],[13].
- Phygitags, la carte de visite connectée NFC et QRCode[14].
- Sensinov, plateforme Cloud facilitant l’interopérabilité entre objets connectés[11].
- Sigfox, opérateur télécom spécialisé dans le M2M via des réseaux bas débit économes[10].
- Thingz, fabricant de matériels électroniques accessibles à tous[9].
- Ubigreen, système temps réel du suivi des performances énergétiques dans les bâtiments[1].
- Voltyo, plate-forme pour diminuer et adapter la consommation d'énergie des bâtiments[11].
- Welcome At, service de gestion dématérialisé de l'accueil dans les entreprises[11].

### Anciennement
- Axible, création et conception d’objets connectés.
- Awacloud, sécurité des données en mobilité.
- Connit, compteurs connectés pour du suivi de consommation d'eau ou d'électricité[1],[9].
- Drust, boitier connecté à la voiture pour observer le mode de conduite[12].
- Flipr, capteur de surveillance de la qualité de l'eau de piscine connecté à un smartphone[8].
- Guidap, logiciel de réservation et de gestion des professionnels du loisir[15].
- Intesens, solution de maintenance connectée comprenant des capteurs intelligents.
- Morio, solution pour sécuriser les flottes de vélos par géolocalisation[9].
- Parkisseo, solution automatique d'aide au stationnement pour les parkings extérieurs[8].
- Skylights, lunettes immersives pour proposer des vidéos aux passagers à bord des avions[8].
- Sunbirds, drone solaire de grande autonomie pour analyser des très grandes parcelles.
- Taleez, logiciel de gestion du recrutement permettant de diffuser automatiquement des offres d'emploi et de piloter des recrutements[16].
- Ubleam, solution mobile de maintenance des objets connectés en réalité augmentée[9],[17].

## Croissance des locaux

Logo de la TIC Valley, ancien nom de l'IoT Valley.

L'augmentation du nombre de startups et de partenaires au fur et à mesure des années s'accompagne d'un accroissement des besoins en locaux. Ceux de l'IoT Valley sont situés à Labège, commune de l'agglomération toulousaine. Les premiers membres s'installent dans le bâtiment E-volution, ancien bâtiment de recherche pharmaceutique. Lorsque les 5 000 m2 de superficie ne sont plus suffisants pour les 300 collaborateurs du site, le président de la communauté, Ludovic Le Moan prend la décision d'investir dans un nouveau bâtiment. En avril 2016, le second bâtiment, ancien siège de l'éditeur Berger-Levraut, est ouvert et possède une superficie de 3 000 m2,,.
Un troisième bâtiment ouvre en juillet 2017. Un campus d'une dizaine d'hectares est prévu à proximité des premiers locaux et toujours dans le Sicoval,. Le campus est un vaste projet puisque l'objectif est d'avoir le plus grand site au monde dédié à l'internet des objets. Mandaté par la préfecture et la région Occitanie, Ludovic Le Moan est chargé de veiller à la bonne réalisation des plans. Il est envisagé de construire des locaux pour les startups, des bureaux de recherche et développement de grands groupes, un laboratoire, un showroom, une école spécialisée, des espaces détentes et potentiellement des terrains d'expérimentations pour que les startups puissent tester leurs prototype.
Une société de projet est en cours de constitution pour assurer le portage financier de l'opération, évaluée globalement à 42 millions d'euros. Elle sera capitalisée à hauteur de 30 millions d'euros, à hauteur de 15 millions d'euros par la Région Occitanie et pour 15 millions d'euros par La Caisse des Dépôts et la Caisse d'Epargne. La communauté d'agglomération du Sicoval, aménageur du parc Enova, apporte de son côté les terrains et 4 millions d'euros en subventions.